# Rant (The Futureheads)
Rant è il quinto album discografico in studio del gruppo musicale inglese The Futureheads, pubblicato nel 2012. Si tratta di un album a cappella che contiene anche alcune cover.

## Tracce
1. Meantime (A Capella Version) – 3:16
2. Meet Me Halfway – 3:04
3. Robot (A Capella Version) – 2:00
4. Beeswing – 4:15
5. Thursday (A Capella Version) – 4:11
6. Sumer Is Icumen In – 1:51
7. The Keeper – 1:40
8. The No. 1 Song in Heaven – 4:25
9. The Old Dun Cow – 2:52
10. Acapella – 2:27
11. Man Ray (A Capella Version) – 2:20